# 23668 Eunbekim
23668 Eunbekim è un asteroide della fascia principale. Scoperto nel 1997, presenta un'orbita caratterizzata da un semiasse maggiore pari a 2,4603901 UA e da un'eccentricità di 0,1297221, inclinata di 2,34037° rispetto all'eclittica.